# Nadleśnictwo Dobieszyn (Dobieszyn)
Nadleśnictwo Dobieszyn – osada leśna wsi Dobieszyn w Polsce, położona w województwie mazowieckim, w powiecie białobrzeskim, w gminie Stromiec.
W latach 1975–1998 osada należała administracyjnie do województwa radomskiego.
Znajduje się tu siedziba Nadleśnictwa Dobieszyn.
Wierni kościoła rzymskokatolickiego należą do parafii św. Teresy od Dzieciątka Jezus w Dobieszynie.